# Lucas Pouille

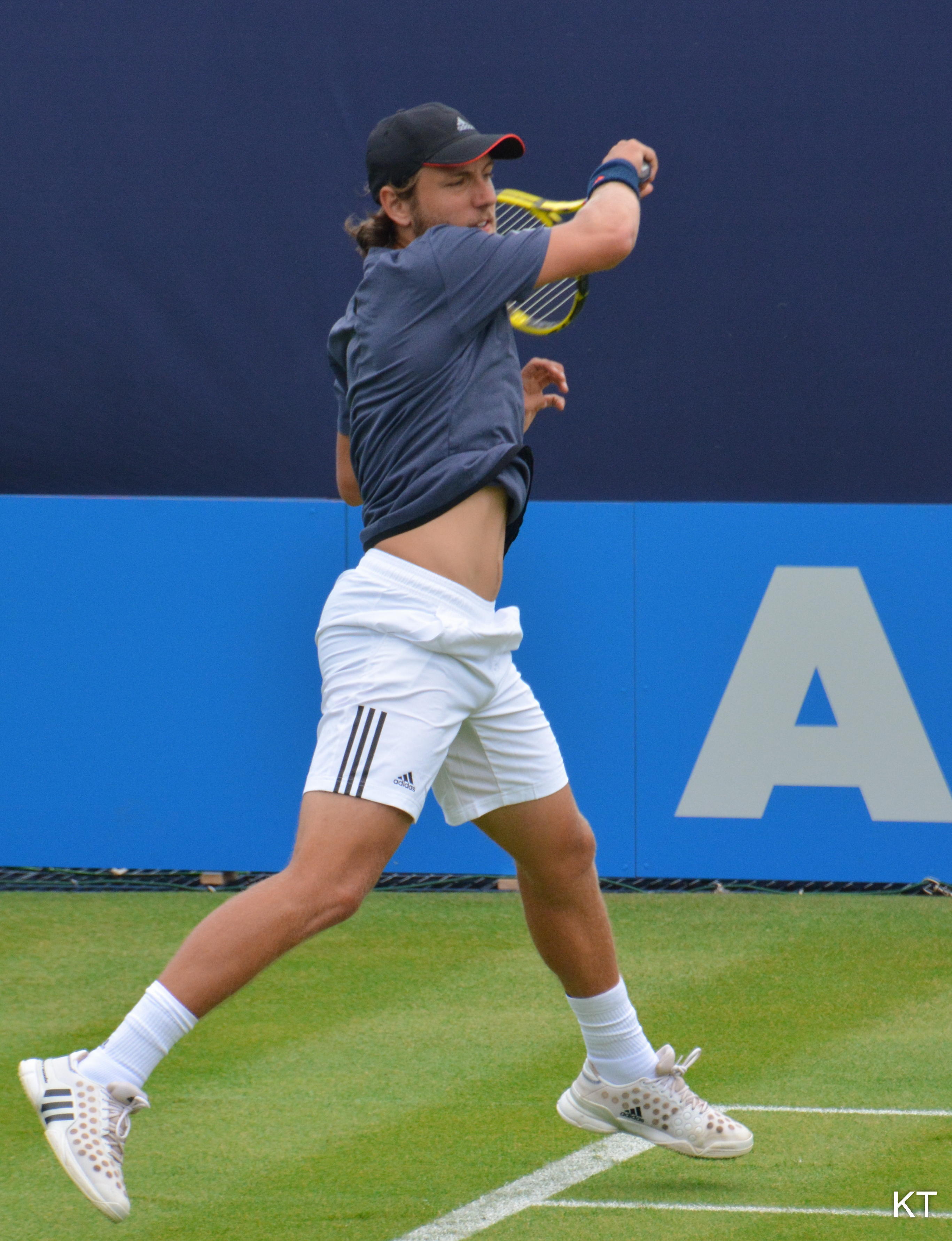
Trénink na AEGON Championships 2015

Lucas Pouille (* 23. února 1994 Grande-Synthe) je francouzský profesionální tenista, který na okruh ATP World Tour vstoupil v roce 2012. Ve své dosavadní kariéře vyhrál na okruhu ATP pět singlových turnajů, když první ovládl na Moselle Open 2016. Na challengerech ATP a okruhu ITF získal čtyři tituly ve dvouhře.
Na žebříčku ATP byl nejvýše ve dvouhře klasifikován v březnu 2018 na 10. místě a ve čtyřhře pak v dubnu 2016 na 79. místě. Od roku 2015 ho trénuje krajan Emmanuel Planque. V prosinci 2016 se jeho manažerem stal bývalý rumunský tenista a podnikatel Ion Țiriac. Na juniorském kombinovaném žebříčku ITF byl nejvýše hodnocen v lednu 2012 na 23. místě.
Na nejvyšší grandslamové úrovni se v mužské dvouhře nejdále probojoval do semifinále melbournského Australian Open 2019.
Ve francouzském daviscupovém týmu debutoval v roce 2016 čtvrtfinálem světové skupiny proti České republice, v němž vyhrál páteční dvouhru nad Jiřím Veselým. Francouzi zvítězili 3:1 na zápasy a dva singly si zahrál také v semifinále proti Chorvatsku. Do dubna 2017 v soutěži nastoupil ke dvěma mezistátním utkáním s bilancí 2–1 ve dvouhře a 0–0 ve čtyřhře.
Pouilleho matka je švédskojazyčná Finka. V roce 2016 obdržel Cenu ATP pro hráče s největším zlepšením.

## Osobní život
Narodil se v malém francouzském městečku Grande-Synthe do rodiny Pascala a Leny Pouilleových. Matka pochází z Finska. Má dva bratry, Nicolase a Jonathana. Tenis začal hrát v osmi letech, když trénoval v tenisovém areálu Rolanda Garrose, dějišti antukového grandslamu French Open, společně s nejlepším kamarádem Mathiasem Bourguem. Za oblíbený úder uvedl forhend, jako preferovaný povrch pak tvrdý povrch. Vystudoval vysokoškolský bakalářský program.

## Tenisová kariéra

### 2016
Osmifinále březnového Miami Open dosáhl po výhrách nad Španěly, třicátým druhým nasazeným Guillermem Garcíou-Lópezem a turnajovou osmičkou Davidem Ferrerem, aby následně nestačil na Francouze Gillese Simona. Další postup mezi poslední šestnáctku přinesl Monte-Carlo Masters, kde na jeho raketě zůstali francouzští tenisté Nicolas Mahut a Richard Gasquet. Poté jej však vyřadil Jo-Wilfried Tsonga.
V dubnu se probojoval do premiérového finále ATP World Tour na BRD Năstase Țiriac Trophy v Bukurešti, kde v odloženém pondělním finále prohrál se Španělem Fernandem Verdascem.
Květnový Internazionali BNL d'Italia v Římě pro něj měl původně skončit porážkou v kvalifikaci od Kazacha Michaila Kukuškina. Poté, co se Tsonga odhlásil pro natažení svalu, získal místo v hlavní soutěži jako tzv. šťastný poražený. Následně poprvé v kariéře prošel až do semifinále turnaje kategorie Masters 1000. Ve druhém kole vyřadil až v koncovce třetí sady lotyšského kvalifikanta Ernestse Gulbise a podruhé za sebou zdolal devátého nasazeného Davida Ferrera. Do čtvrtfinálového zápasu nenastoupil jeho plánovaný soupeř Juan Mónaco. V semifinále pak nenašel recept na světovou trojku a pozdějšího vítěze turnaje Andyho Murrayho, kterému odebral jen tři gamy. V následném vydání žebříčku ATP z 16. května 2016 se posunul na dosavadní kariérní maximum, když mu patřila 31. příčka znamenající, že si poprvé zajistil místo mezi třiceti dvěma nasazenými na grandslamu – French Open, kam přijížděl v roli turnajové devětadvacítky. Po výhře nad krajanem Julienem Benneteauem jej vyřadil Andrej Martin, který do hlavní soutěže prošel jako šťastný poražený z kvalifikace.
Na travnatém MercedesCupu ve Stuttgartu na úvod nestačil na Australana Johna Millmana. Ani navazující Gerry Weber Open nepřinesl postup, po porážce od druhého nasazeného Kei Nišikoriho. Obě střetnutí měla třísetový průběh. Do Wimbledonu přijížděl v roli 32. nasazeného a bez jediného vyhraného zápasu na trávě v celé kariéře. Na jeho raketě cestou do čtvrtfinále postupně skončili Marius Copil, Donald Young, vracející se Juan Martín del Potro a turnajová devatenáctka Bernard Tomic po pětisetové bitvě, když poslední set získal 10–8. Poprvé v kariéře postoupil na grandslamu dále než do druhého kola. Mezi poslední osmičkou jej však zastavil desátý nasazený Tomáš Berdych po třísetovém průběhu.

## Finále na okruhu ATP World Tour
| Legenda                           |
| D – dvouhra; Č – čtyřhra          |
| Grand Slam (0–0)                  |
| Turnaj mistrů (0–0)               |
| ATP World Tour Masters 1000 (0–0) |
| ATP World Tour 500 (1–1 D)        |
| ATP World Tour 250 (4–3 D)        |

### Dvouhra: 9 (5–4)
| Stav      | Č. | Datum           | Turnaj                 | Povrch    | Soupeř ve finále      | Výsledek           |
| --------- | -- | --------------- | ---------------------- | --------- | --------------------- | ------------------ |
| Finalista | 1. | 25. dubna 2016  | Bukurešť, Rumunsko     | antuka    | Fernando Verdasco     | 3–6, 2–6           |
| Vítěz     | 1. | 25. září 2016   | Mety, Francie          | tvrdý (h) | Dominic Thiem         | 7–6(7–5), 6–2      |
| Finalista | 2. | 26. února 2017  | Marseille, Francie     | tvrdý (h) | Jo-Wilfried Tsonga    | 4–6, 4–6           |
| Vítěz     | 2. | 30. dubna 2017  | Budapešť, Maďarsko     | antuka    | Aljaž Bedene          | 6–3, 6–1           |
| Vítěz     | 3. | 18. června 2017 | Stuttgart, Německo     | tráva     | Feliciano López       | 4–6, 7–6(7–5), 6–4 |
| Vítěz     | 4. | 29. října 2017  | Vídeň, Rakousko        | tvrdý (h) | Jo-Wilfried Tsonga    | 6–1, 6–4           |
| Vítěz     | 5. | 11. února 2018  | Montpellier, Francie   | tvrdý (h) | Richard Gasquet       | 7–6(7–2), 6–4      |
| Finalista | 3. | 25. února 2018  | Marseille, Francie (2) | tvrdý (h) | Karen Chačanov        | 5–7, 6–3, 5–7      |
| Finalista | 4. | 3. března 2018  | Dubaj, SAE             | tvrdý     | Roberto Bautista Agut | 3–6, 4–6           |

## Postavení na konečném žebříčku ATP

### Dvouhra
| Rok    | 2011  | 2012   | 2013   | 2014   | 2015  | 2016  | 2017  |
| Pořadí | 1627. | ▲ 494. | ▲ 192. | ▲ 133. | ▲ 78. | ▲ 15. | ▼ 18. |

### Čtyřhra
| Rok    | 2012  | 2013 | 2014   | 2015   | 2016  | 2017   |
| Pořadí | 1169. | –    | ▲ 810. | ▲ 263. | ▲ 88. | ▼ 160. |